# Аркология
Арколо́гия (словослияние из двух слов: архитектура и экология; англ. Arcology) — архитектурно-градостроительная концепция, сформировавшаяся в конце 1960-х годов, один из способов возведения компактных городов, размещение множества людей на ограниченной территории.
Аркология предполагает строительство больших архитектурных комплексов, с одной стороны, перераспределяющих плотность населения, с другой — создающих самостоятельные экосистемы в границах многофункциональных сооружений, соответствующих принципам экологичной архитектуры и экологическим факторам окружающей среды.
Концепция представляет собой область создания принципов архитектурного проектирования для густонаселённых сред обитания человека и сохранения экологической безопасности окружающей среды. Здание, построенное согласно принципам аркологии, может носить название хайпербилдинг от англ. Hyper Building — «гипер-здание» или «сверхвысокое здание».
Термин «аркология», как синтез архитектуры и экологии, был введён в 1969 году итало-американским архитектором Паоло Солери, который заложил и развил основные принципы концепции. Архитектор полагал, что аркология предоставит пространство для различных жилых, коммерческих и сельскохозяйственных объектов, минимизируя при этом индивидуальное воздействие на окружающую среду, не создавая глобальных экологических проблем. Концепцию «аркологии», обоснованной Солери, а также аналогичные проекты, связанные с экологией, развивали впоследствии архитекторы Ричард Реджистер (англ. Richard Register), Джон Вуди Папворт, Пол Даунтон, Тимоти Лайк (англ. Timothy Like) и другие.

## Развитие аркологии
Первое упоминание о городах, сосредоточенных в одном сооружении, датируется 1899 годом и относится к научно-фантастическому роману «Когда Спящий проснётся», написанному Гербертом Уэллсом.
Архитектор Фрэнк Ллойд Райт предложил в 1932 году раннюю версию градостроительного проекта, названную Бродакр-Сити, но в отличие от аркологии, его идея двумерна и зависит от дорожно-транспортной сети. В плане Райта описывались системы транспорта, сельского хозяйства и торговли, которые могли бы поддерживать экономику. Критики заявили, что решение Райта не учитывает рост населения и предполагает более жёсткую демократию, чем в США,
Бакминстер Фуллер предложил проект «Старого Города реки» — куполообразного города вместимостью в 125 000 человек, в качестве решения жилищных проблем в Ист-Сент-Луисе, штат Иллинойс.
Аркология отличается от большого высотного здания тем, что предназначена для уменьшения воздействия жизнедеятельности людей на экосистему и может быть самодостаточной структурой, используя все или большую часть собственных доступных ресурсов для комфортной жизни, таких как электричество, контроль климата, производство продуктов питания, сохранение и очистка воздуха и воды, очистка сточных вод и т. д. Здания и сооружения, построенные по принципу аркологии, снабжают и поддерживают собственную инфраструктуру, работают и взаимодействуют с другими городскими средами, помимо собственной.
Согласно автору идеи, в процессе урбанизации городские поселения занимают неоправданно большую территорию, нанося тем самым ущерб окружающей среде, а затем занятое пространство используется нерационально в результате уплотнения населения. Несмотря на то, что центральным элементом идеи является уменьшение занимаемой площади путём переноса поселения в трёхмерную гиперструктуру, Солери не ограничивается только экологическими соображениями и развивает идею в социальном направлении, предполагая, что заново отстраиваемые гиперструктуры будут способствовать лучшему планированию, максимальной самодостаточности и наибольшему использованию общественного транспорта, что в сумме позволит повысить плотность населения, избегая при этом классических проблем больших городов. Аркология была предложена для уменьшения воздействия человека на природные ресурсы. При проектировании зданий по принципу аркологии, можно применять традиционные строительные и гражданские методы строительства в очень крупных проектах, чтобы добиться экономии в масштабах производства, которой трудно достичь иными способами.
Паоло Солери впоследствии предложил новые архитектурные решения и ввёл термин «аркология». Он описывает способы уплотнения городских структур в трёх измерениях для борьбы с двумерным разрастанием городов, экономии на транспорте и других видах использования энергии. Как и Райт, Солери предложил изменения в транспортной сети, сельском хозяйстве и торговле. Солери исследовал сокращение потребления ресурсов и их дублирование, мелиорацию земель; он также предложил исключить большую часть частного транспорта; выступал за большую «бережливость» и за более широкое использование общих социальных ресурсов, включая общественный транспорт и публичные библиотеки. Французский архитектор Ле Корбюзье отмечал, что «солнце, зелень и пространство» являются основными элементами градостроительства.
Солери также считал, что строительство городов с промышленными зонами и разветвлёнными транспортными системами занимает достаточно большие территории, пагубно влияя на окружающую среду и причиняя ущерб местной флоре и фауне, уничтожая экосистемы, существующие миллионы лет. Вместо больших городов он предлагал строить масштабные вертикальные конструкции — гиперструктуры — с экологическими источниками энергии, солнечными батареями и самодостаточной инфраструктурой, которые будут органично вписываться в местный ландшафт.
Идеи Солери изложены в его книге Аркология: Град по образу и подобию человеческому (англ. Arcology: The City in the Image of Man).

### Базовые принципы аркологии
- Базовые потребности[англ.] населения покрываются независимо от прилегающей территории. Такие вещи, как еда и электричество, производятся в городе.
- Город построен с точки зрения экологичности. Так, например, сточные воды перерабатываются внутри города, разделение мусора, отходы и переработка максимально централизованы.
- Из-за высокой плотности населения практически не происходит уничтожения каких-либо природных земель.
- В городе отсутствует автомобильное движение[англ.], благодаря чрезвычайно компактной застройке все важные объекты города расположены в пешей доступности.

В настоящее время, термин «аркология» приобрёл несколько значений:
- Концепция урбанизации.
- Дисциплина, совмещающая архитектуру биоклиматических зданий и экологию; градостроительство и ландшафтная архитектура.
- Грандиозное биоклиматическое сооружение (климатрон), вмещающее в себя искусственную среду, подобную природной.

Архитектурная концепция урбанизации представляет собой гиперструктуры (мегаструктуры и мегаздания) — вертикальные городские постройки, которые включают в себя жилые, коммерческие и сельскохозяйственные объекты, что позволяет жителям комфортно существовать без подключения к традиционной городской инфраструктуре, такой как канализация или производство продуктов питания.
Аркология, как концепция градостроения, приобретает актуальность в условиях освоения северных территорий. Современная аркология может стать перспективным способом освоения Крайнего Севера.

## Попытки реализации
На данный момент единственной практической реализацией аркологии является проект Аркозанти — спроектированный самим Солери. Экспериментальный город был построен в штате Аризона, США, возводился с 1970 года, в основном, силами студентов-добровольцев. Несмотря на проектную вместимость от 3000 до 5000 человек, население города на данный момент колеблется между 70 и 120 жителями, в зависимости от количества работающих добровольцев. На практике проект служит образовательным и туристическим целям (в среднем около 50 000 туристов в год).
Существует масса реализованных проектов, которые можно классифицировать как протоаркологии — то есть структуры, включающие в себя элементы аркологии. Типично это большие жилые комплексы со встроенными в них пунктами обслуживания населения. В качестве примеров можно привести самый большой в мире жилищный кооператив Co-op City в районе Бронкс города Нью-Йорк, США, систему крытых надземных тротуаров +15 в городе Калгари, Канада, а также различные полярные станции, вынужденные поддерживать автономность в течение длительных промежутков времени.
Большое количество проектов (например, токийский X-Seed 4000) так и остаётся на бумаге. Аркология также является популярным объектом в научно-фантастической литературе, кинематографе и компьютерных играх.
Башни Бегич — здание в небольшом городе Уиттиер штата Аляска. Здание построено по принципам аркологии, в котором живёт почти всё население города, за что Уиттиер получил прозвище «город под одной крышей». Внутри здания также присутствуют общественные объекты: больница, школа и городское правительство — всё функционирует в рамках одной самодостаточной структуры, поэтому жителям дома-города не обязательно его покидать для решения любых бытовых и социальных нужд.

## В СМИ, искусстве, развлечение
Представление аркологий в СМИ обычно имеет негативные черты и часто ассоциируется с антиутопией.

### Фильмы
В научно-фантастическом фильме «Судья Дредд» (1995) на опустошённой Земле предлагается убежище лишь некоторым людям в так называемых «мегаполисах», огромных аркологиях. Изгнание, переживаемое главным героем, эквивалентно смертному приговору в диегезисе. В фильме «Пятый элемент» тоже присутствует форма аркологии, модель которой известна как «город-колодец» (или также «город-шахта»). Это частая установка в работах Мёбиуса и Алехандро Ходоровски в их городских видениях будущего (например, Джон Дифул). Американский фильм «Остров» также изображает общество, живущее в строго регулируемой аркологии после ядерного заражения. Так же в фильме 1977 года «Бегство Логана» описывается общество, живущее в изолированном «городе под куполом», чтобы защитить себя от якобы враждебного внешнего мира и обеспечить соблюдение внутренних строгих правил контроля над населением.

### Романы
Данная концепция была популяризирована различными писателями-фантастами.
- Ларри Нивен и Джерри Пурнель представили подробное описание аркологии в своём романе 1981 года «Клятва верности[англ.]». Аркология «Клятва верности» строится недалеко от Лос-Анджелеса, в том числе собираются знания о строительстве космического корабля поколений.
- Айзек Азимов в фантастическом цикле Стальные Пещеры описывает аркологии в которых живет население Земли - гигантские городах-миллионеры, в которых вместо домов были огромные жилые секторы на сто тысяч квартир каждый, полуподземные и без окон. Люди, полностью отвыкшие от открытого пространства, используют атомную энергию, производимую на реакторе, расположенном в городе, и питаются пищей, производимой дрожжевыми грибками, которые также выращиваются внутри аркологии. Ими правит Всеземное Правительство и правительства городов.
- Грег Бир описал аркологию в своём романе 1981 года «Сила камней» (оригинальное издание — англ. Strength of Stones). Автаркические аркологии избавляются от своих жителей, потому что они мешают ИИ городов.
- Питер Гамильтон описал аркологию в своих романах «Трилогия Ночного рассвета: Дисфункция реальности» (1996; англ. The Night’s Dawn Trilogy: The Reality Dysfunction), «Нейтронный алхимик[англ.]» (1997; англ. Neutronium Alchemist) и «Обнажённый бог[англ.]» (1999). Жители Земли живут в аркологиях: огромных городах, простирающихся на сотни квадратных километров и функционирующих независимо друг от друга. Они также защищают людей от непогоды полностью разрушенной экосистемы.
- Уильям Гибсон использовал этот термин в своём основополагающем киберпанк-романе 1984 года «Нейромант», где каждая корпорация имеет свой собственный автономный город, известный как аркология.
- Дэн Симмонс в цикле романов Песни Гипериона описывает перенаселенную планету Лузус, жители которой живут в аркологиях - гиганстких башнях-ульях.
- Паоло Бачигалупи в романе «Водный нож[англ.]» использовал аркологии как часть своих сценариев, они часто изображаются экономически самодостаточными.

### Компьютерные игры
Аркологии прочно вошли в научно-фантастические видеоигры.
- В шутере от первого лица Deus Ex — Invisible War, например, есть аркология в Египте, которая делит город Каир, заражённый в игре, на чистую, свободную от болезней зону (аркология), и заражённую часть (Медина). Это изображение связано с мрачным видением будущего, в котором только богатые люди смогут обеспечить себе место в аркологии и, следовательно, своё выживание.
- В серии Mass Effect современные города, построенные как аркологические небоскрёбы с начала XXII века, помогают уменьшить загрязнение окружающей среды, лучше защитить людей от экологических катастроф и тем самым заметно улучшить качество жизни на Земле.
- В игре SimCity 2000 можно строить аркологии, достигнув определённого количества жителей, также аркологии можно настроить в симуляторе установки SimCity 2000 (1993).
- В игре SimCity (2013) аркология доступна как Крупный проект, для строительства на отведённой территории. В отдельных же городах с дополнением «Cities of Tomorrow» можно строить аркологии поменьше, Мегабашни.
- Город Маувиль — аркология в ролевых играх Pokémon Omega Ruby и Alpha Sapphire (2014).
- Действие ролевой игры The Ascent[англ.] (2021) в жанре киберпанк разворачивается в аркологии.
- В стратегии Stellaris доступно создание аркологического проекта, превращающего планету в экуменополис.

### Ролевые игры
- В киберпанк-ролевой игре Shadowrun «Аркология Ренраку» в Сиэтле в 2060-х годах разворачивается множество историй. Есть также десятки, если не сотни, других аркологий. Однако некоторые из них являются так называемыми «мини-аркологиями», которые не только значительно меньше полных аркологий, но и выполняют только некоторые функции таковых. Кроме того, компания Proteus управляет так называемыми «аркоблоками». Это аркологии в форме обелиска, которые компания возвела в нескольких местах по всему миру у берегов моря. Самые большие из них, измеренные от морского дна, имеют высоту 1,7 км и теоретически могут вместить до 500000 человек. Несколько корпораций также используют так называемые «аквакологии», которые представляют собой аркологии, расположенные на дне моря. Ещё одна корпорация на Луне действует под названием «Лунная аркология «Артемида».
- В ролевой игре Cyberspace[англ.] от ICE[англ.] был сборник «Chicago Arcology».

## Проекты
В настоящее время предполагается реализовать несколько архитектурных проектов, отвечающих основным принципам аркологии:
- Дубай-Сити-тауэр[англ.] (архитектор Сантьяго Калатрава Вальс[15])
- TRY 2004[англ.] — проект японской корпорации Симидзу (англ. Shimizu Corporation)[16]
- X-Seed 4000
- Ultima Tower (архитектор Юджин Цуй)
- Скай-Сити 1000
- Бионик-тауэр[англ.]
- Millenium Tower (архитектор Норман Фостер)